# 이현경 (가수)
이현경(1993년 12월 3일 ~ )은 대한민국의 가수다.

## 방송
- 히든싱어 2 (2013) - 신승훈 편 3위
- 사생결단 로맨스 (2018) - 태훈 역
- 탑 매니지먼트 (2018)
- 슈퍼밴드 프로젝트 (2018)